# Santa Apolónia pályaudvar

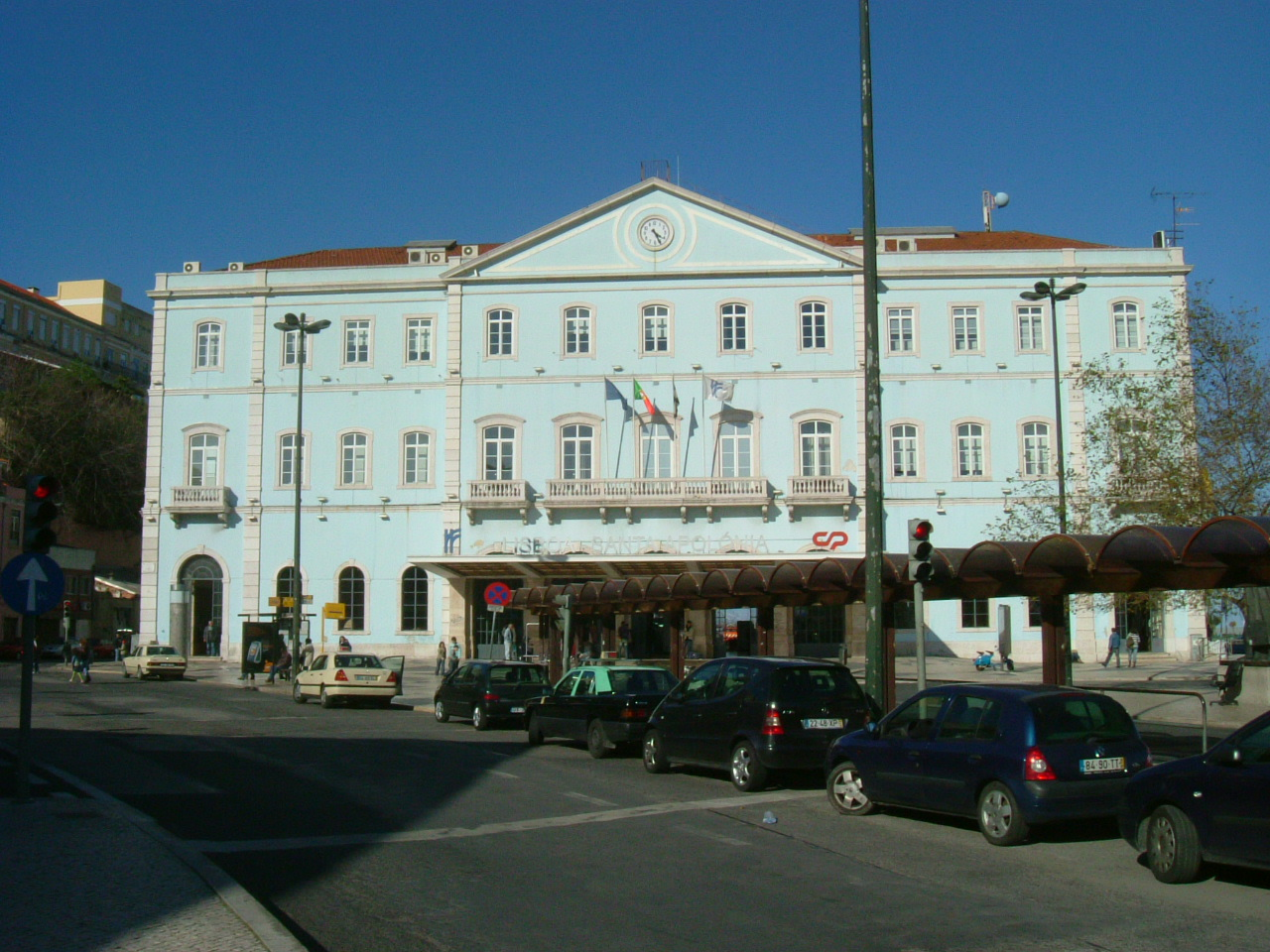
A pályaudvar homlokzata

A Santa Apolónia pályaudvar Portugália fővárosának, Lisszabonnak az egyik vasútállomása, mely a Tajo folyó partján, az Alfama közelében található. A fejpályaudvar 1865. május 1-jén nyílt meg. Innen indulnak az ország nemzetközi vonatai Madrid felé, továbbá ez a végállomása a portugál nagysebességű motorvonatának, az Alfa Pendularnak is. Alatta metróállomás található, mely 2007-ben nyílt meg.

## Vasútvonalak
Az állomást az alábbi vasútvonalak érintik:
- Linha do Norte
- Linha de Cintura

## Kapcsolódó állomások
Az állomáshoz az alábbi állomások vannak a legközelebb:
- Braço de Prata (Campanhã railway station, Linha do Norte)
- Apeadeiro de Chelas (Estação Ferroviária de Alcântara-Terra, Linha de Cintura)
- Estação Ferroviária de Poço do Bispo (Campanhã railway station, Linha do Norte)

## Forgalom

### Távolsági forgalom
- Sud-Express: Hendaye-Irún–San Sebastian–Salamanca–Lisszabon Santa Apolónia
- Lusitânia: Madrid Chamartín–Entroncamento–Lisszabon Santa Apolónia
- Alfa Pendular: Lisszabon Santa Apolónia–Coimbra-B–Aveiro–Porto Campanhã (–Braga)
- Intercidades: Lisszabon Santa Apolónia–Porto Campanhã (–Guimarães/Viana do Castelo)
- Intercidades: Lisszabon Santa Apolónia–Covilhã/Guarda